# Publio Celio Apolinar (cónsul 111)
Publio Celio Apolinar (en latín Publius Coelius Apollinaris) fue un senador romano que desarrolló su cursus honorum entre el último cuarto del siglo I y el primer cuarto del siglo II, bajo los imperios de Domiciano, Nerva y Trajano.

## Orígenes y carrera política
Descendiente de una familia natural de la ciudad de Hispalis en la provincia hispana de la Bética, su único cargo conocido fue el de consul suffectus entre septiembre y diciembre 111, bajo Trajano.

## Descendencia
Su hijo fue Publio Celio Balbino Vibulio Pío, consul ordianrius en 137, bajo Adriano y su nieto fue Publio Celio Apolinar,consul ordinarius en 169, bajo Marco Aurelio